# Groatita
La groatita és un mineral de la classe dels fosfats, que pertany al grup de l'al·luaudita. Rep el seu nom en honor de Lee A. Groat, professor de mineralogia en la Universitat de Colúmbia Britànica, en Vancouver.

## Característiques
La groatita és un fosfat de fórmula química NaCaMn₂(PO₄)(HPO₄)₂. Va ser aprovada com a espècie vàlida per l'Associació Mineralògica Internacional l'any 2008. Cristal·litza en el sistema monoclínic. La seva duresa a l'escala de Mohs és 3.
Segons la classificació de Nickel-Strunz, la groatita pertany a «08.AC: Fosfats, etc. sense anions addicionals, sense H₂O, amb cations de mida mitjana i gran» juntament amb els següents minerals: howardevansita, al·luaudita, arseniopleïta, caryinita, ferroal·luaudita, hagendorfita, johil·lerita, maghagendorfita, nickenichita, varulita, ferrohagendorfita, bradaczekita, yazganita, bobfergusonita, ferrowyl·lieïta, qingheiïta, rosemaryita, wyl·lieïta, ferrorosemaryita, qingheiïta-(Fe2+), manitobaïta, marićita, berzeliïta, manganberzeliïta, palenzonaïta, schäferita, brianita, vitusita-(Ce), olgita, barioolgita, whitlockita, estronciowhitlockita, merrillita, tuïta, ferromerrillita, bobdownsita, chladniïta, fil·lowita, johnsomervilleïta, galileiïta, stornesita-(Y), xenofil·lita, harrisonita, kosnarita, panethita, stanfieldita, ronneburgita, tillmannsita i filatovita.

## Formació i jaciments
Va ser descoberta a la mina Tanco, al llac Bernic, dins l'àrea de Lac-du-Bonnet, a Manitoba, Canadà, on sol trobar-se associada a altres minerals com el quars, la crandal·lita i la whitlockita. Es tracta de l'únic indret on ha estat trobada aquesta espècie mineral.